# U Piscis Austrini
U Piscis Austrini är en pulserande variabel av RR Lyrae-typ (RRAB) i stjärnbilden Södra fisken.
Stjärnan varierar i visuell magnitud mellan +13,6 och 14,7 med en period av 0,54187 dygn eller 13,005 timmar. RR Lyrae-stjärnornas period varierar mellan 0,2 och 1,2 dygn med ett medianvärde på 0,5 dygn. U Piscis Austrini ligger sålunda strax över medianvärdet.